# НБА в сезоні 1958–1959
Сезон НБА 1958–1959 був 13-им сезоном в Національній баскетбольній асоціації. Переможцями сезону стали «Бостон Селтікс», які здолали у фінальній серії «Міннеаполіс Лейкерс».

## Регламент змагання
Участь у сезоні брали 8 команд, розподілених між двома дивізіонами.
По ходу регулярного сезону кожна з команд-учасниць провела по 72 гри. До плей-оф, який проходив за видозміненою олімпійською системою, виходили по три кращих команди з кожного дивізіону. На стадії півфіналів дивізіонів у боротьбу вступали команди, що посіли друге і третє місця за результатами регулярного сезону кожного з дивізіонів. Команди, які на цьому етапі здолали суперників у серіях ігор до двох перемог, виходили до фіналів дивізіонів, в яких проводили серію ігор до чотирьох перемог проти переможця регулярного сезону в своєму дивізіоні.
Чемпіони кожного з дивізіонів, що визначалися на стадії плей-оф, для визначення чемпіона НБА зустрічалися між собою у Фіналі, що складався із серії ігор до чотирьох перемог.

## Регулярний сезон

### Підсумкові таблиці за дивізіонами
| Східний                | В  | П  | %П   | Відст | Дом  | Гост  | Нейтр | Див   |
| ---------------------- | -- | -- | ---- | ----- | ---- | ----- | ----- | ----- |
| x-«Бостон Селтікс»     | 52 | 20 | .722 | –     | 26–4 | 13–15 | 13–1  | 23–13 |
| x-«Нью-Йорк Нікс»      | 40 | 32 | .556 | 12    | 21–9 | 15–15 | 4–8   | 19–17 |
| x-«Сірак'юс Нейшеналс» | 35 | 37 | .486 | 17    | 17–9 | 7–24  | 8–7   | 14–22 |
| «Філадельфія Ворріорс» | 32 | 40 | .444 | 20    | 17–9 | 7–24  | 8–7   | 14–22 |

| Західний                | В  | П  | %П   | Відст | Дом   | Гост  | Нейтр | Див   |
| ----------------------- | -- | -- | ---- | ----- | ----- | ----- | ----- | ----- |
| x-«Сент-Луїс Гокс»      | 49 | 23 | .681 | –     | 28–3  | 14–15 | 7–5   | 27–9  |
| x-«Міннеаполіс Лейкерс» | 33 | 39 | .458 | 16    | 15–7  | 9–17  | 9–15  | 18–18 |
| x-«Детройт Пістонс»     | 28 | 44 | .389 | 21    | 13–17 | 8–20  | 7–7   | 17–19 |
| «Цинциннаті Роялс»      | 19 | 53 | .264 | 30    | 9–19  | 2–25  | 8–9   | 10–26 |

Легенда:
- x – Учасники плей-оф

## Плей-оф
Переможці пар плей-оф позначені жирним. Цифри перед назвою команди відповідають її позиції у підсумковій турнірній таблиці регулярного сезону конференції. Цифри після назви команди відповідають кількості її перемог у відповідному раунді плей-оф.
|  | Півфінали дивізіонів | Півфінали дивізіонів | Півфінали дивізіонів |             |   | Фінали дивізіонів | Фінали дивізіонів | Фінали дивізіонів |  |  | Фінал НБА | Фінал НБА   | Фінал НБА |
|  |                      |                      |                      |             |   |                   |                   |                   |  |  |           |             |           |
|  |                      |                      |                      |             |   |                   |                   |                   |  |  |           |             |           |
|  |                      | 1                    | Сент-Луїс            | 2           |   |                   |                   |                   |  |  |           |             |           |
|  | Західний Дивізіон    | 1                    | Сент-Луїс            | 2           |   |                   |                   |                   |  |  |           |             |           |
|  |                      |                      | 2                    | Міннеаполіс | 4 |                   |                   |                   |  |  |           |             |           |
|  | 3                    | Детройт              | 2                    | Міннеаполіс | 4 | 1                 |                   |                   |  |  |           |             |           |
|  | 3                    | Детройт              |                      |             |   | 1                 |                   |                   |  |  |           |             |           |
|  | 2                    | Міннеаполіс          | 2                    |             |   |                   |                   |                   |  |  |           |             |           |
|  |                      |                      |                      |             |   |                   |                   |                   |  |  | W2        | Міннеаполіс | 0         |
|  |                      |                      | E1                   | Бостон      | 4 |                   |                   |                   |  |  |           |             |           |
|  |                      |                      |                      |             |   |                   |                   |                   |  |  |           |             |           |
|  |                      |                      |                      |             |   |                   |                   |                   |  |  |           |             |           |
|  |                      | 1                    | Бостон               | 4           |   |                   |                   |                   |  |  |           |             |           |
|  | Східний Дивізіон     | 1                    | Бостон               | 4           |   |                   |                   |                   |  |  |           |             |           |
|  |                      |                      | 3                    | Сірак'юс    | 3 |                   |                   |                   |  |  |           |             |           |
|  | 3                    | Сірак'юс             | 3                    | Сірак'юс    | 3 | 2                 |                   |                   |  |  |           |             |           |
|  | 3                    | Сірак'юс             |                      |             |   | 2                 |                   |                   |  |  |           |             |           |
|  | 2                    | Нью-Йорк             | 0                    |             |   |                   |                   |                   |  |  |           |             |           |

## Лідери сезону за статистичними показниками
| Показник                  | Гравець      | Команда          | Результат |
| ------------------------- | ------------ | ---------------- | --------- |
| Очки                      | Боб Петтіт   | «Сент-Луїс Гокс» | 2,105     |
| Підбирання                | Білл Расселл | «Бостон Селтікс» | 1,612     |
| Передачі                  | Боб Коузі    | «Бостон Селтікс» | 557       |
| % влучань з гри           | Кенні Сірс   | «Нью-Йорк Нікс»  | .490      |
| % влучань штрафних кидків | Білл Шерман  | «Бостон Селтікс» | .932      |

## Нагороди НБА

### Щорічні нагороди
- Найцінніший гравець: Боб Петтіт, «Сент-Луїс Гокс»
- Новачок року: Елджин Бейлор, «Міннеаполіс Лейкерс»

| - Перша збірна всіх зірок: - Боб Коузі, «Бостон Селтікс» - Боб Петтіт, «Сент-Луїс Гокс» - Білл Шерман, «Бостон Селтікс» - Білл Расселл, «Бостон Селтікс» - Елджин Бейлор, «Міннеаполіс Лейкерс» | - Друга збірна всіх зірок: - Пол Арізін, «Філадельфія Ворріорс» - Річі Герін, «Нью-Йорк Нікс» - Кліфф Геган, «Сент-Луїс Гокс» - Слейтер Мартін, «Сент-Луїс Гокс» - Дольф Шеєс, «Сірак'юс Нейшеналс» |